# Antonella Spaggiari
Antonella Spaggiari (Reggio nell'Emilia, 27 aprile 1957) è una politica italiana, è stata consigliera di minoranza presso il Comune di Reggio Emilia; è stata la prima donna a ricoprire la carica di sindaco della stessa città dal 1991 al 2004.

## Biografia
Dopo i primi incarichi presso la Legacoop di Reggio Emilia, diventò segretaria cittadina e capogruppo del Partito Comunista Italiano presso il Consiglio Comunale di Reggio Emilia. Nel 1991 fu eletta sindaco in sostituzione di Giulio Fantuzzi. Fu riconfermata nel 1995 e nel 1999, alla guida di coalizioni che si richiamavano all'Ulivo. 
Nel 2004 venne nominata consigliera della Fondazione Manodori, diventandone la presidente.
Alle elezioni amministrative del 2009, a sorpresa, si ricandida a sindaco di Reggio nell'Emilia, a capo di una lista civica alleata con l'UDC, e ottiene il 6,8% dei consensi.